# Aldo Ray
Aldo Ray, pseudonimo di Aldo Da Re (Pen Argyl, 25 settembre 1926 – Martinez, 27 marzo 1991), è stato un attore statunitense.

## Biografia
Di origini italiane, il padre era nato a Vittorio Veneto, in provincia di Treviso. Dal 1944 al 1946 Aldo Ray fece parte di una squadra di sommozzatori dell'U.S. Navy, con la quale partecipò allo scontro di Okinawa, sede di una delle più grandi battaglie della seconda guerra mondiale. Al termine del conflitto seguì gli studi all'Università di Berkeley.
Nel 1951 fu eletto sceriffo nella cittadina californiana di Crockett e, nello stesso periodo, esordì nel cinema con un ruolo marginale in Saturday's Hero di David Miller. Dimessosi dalla carica istituzionale, si trasferì definitivamente a Hollywood, interpretando due film commedia sotto la regia di George Cukor: Vivere insieme (1952), accanto a Judy Holliday, e Lui e lei (1952), dove interpretò un pugile suonato, accanto a Spencer Tracy e Katharine Hepburn. 
Durante il corso degli anni cinquanta, Ray godette di una certa notorietà sugli schermi, grazie a una serie di ruoli di rude soldato in film bellici quali Prima dell'uragano (1955) di Raoul Walsh, Uomini in guerra (1957) di Anthony Mann, e Il nudo e il morto (1958), ancora di Walsh, tratto da un celebre romanzo di Norman Mailer. Ma fu altrettanto efficace nel ruolo di Albert, l'affabile detenuto di Non siamo angeli (1955), gradevole commedia interpretata accanto a Humphrey Bogart e Peter Ustinov, con i quali formò il terzetto di romantici e amabili forzati che la vigilia di Natale evadono da un carcere dell'Isola del Diavolo e trovano ospitalità presso una famiglia di Caienna, aiutandola negli affari e a liberarsi dagli avidi e dispotici parenti, appena giunti dall'Europa.
Attore dalla recitazione istintiva, di costituzione virile e robusta, con un particolare tono di voce stridula, Ray si specializzò nei ruoli di personaggi grezzi, muscolosi ma amabili. In oltre quarant'anni di carriera apparve in più di sessanta film, pur di qualità sempre più modesta con il trascorrere degli anni, con ruoli da comprimario che egli si trovò a dover accettare per far fronte a pressanti problemi finanziari.
Si sposò tre volte: dal matrimonio con Shirley Green (1947-1953) ebbe un figlio. Il secondo matrimonio con l'attrice Jeff Donnell durò dal 1954 al 1956. Dal terzo matrimonio (1960-1967) con la produttrice e responsabile di casting Johanna Bennett, Ray ebbe tre figli, di cui uno, Eric DaRe, è diventato anch'egli un attore di cinema.
Colpito da un tumore alla gola, Ray morì nel 1991 nella città di Martinez, in California.

## Filmografia parziale

### Cinema
- Saturday's Hero, regia di David Miller (1951)
- Vivere insieme (The Marrying Kind), regia di George Cukor (1952)
- Lui e lei (Pat and Mike), regia di George Cukor (1952)
- Ancora e sempre (Let's Do It Again), regia di Alexander Hall (1953)
- Pioggia (Miss Sadie Thompson), regia di Curtis Bernhardt (1953)
- Non siamo angeli (We're no Angels), regia di Michael Curtiz (1955)
- Prima dell'uragano (Battle Cry), regia di Raoul Walsh (1955)
- Tre strisce al sole (Three Stripes in the Sun), regia di Richard Murphy (1955)
- L'alibi sotto la neve (Nightfall), regia di Jacques Tourneur (1957)
- Uomini in guerra (Men in War), regia di Anthony Mann (1957)
- Il nudo e il morto (The Naked and the Dead), regia di Raoul Walsh (1958)
- Il piccolo campo (God's Little Acre), regia di Anthony Mann (1958)
- Gli evasi di Fort Denison (The Siege of Pinchgut), regia di Harry Watt (1959)
- Furto alla banca d'Inghilterra (The Day They Robbed the Bank of England), regia di John Guillermin (1960)
- Johnny Nobody, regia di Nigel Patrick (1961)
- I moschettieri del mare, regia di Massimo Patrizi e Steno (1962)
- La doppia vita di Sylvia West (Sylvia), regia di Gordon Douglas (1965)
- Sfida sotto il sole (Nightmare in the Sun), regia di John Derek e Marc Lawrence) (1965)
- Papà, ma che cosa hai fatto in guerra? (What Did You Do in the War, Daddy?), regia di Blake Edwards (1966)
- Tempo di terrore (Welcome to Hard Times), regia di Burt Kennedy (1967)
- Alle donne piace ladro (Dead Heat on a Merry-Go-Round), regia di Bernard Girard (1967])
- La ragazza dalla calda pelle (Riot on Sunset Strip), regia di Arthur Dreifuss (1967)
- Berretti verdi (The Green Berets), regia di John Wayne e Ray Kellogg (1968)
- La corsa della lepre attraverso i campi (La course du lièvre à travers les champs), regia di René Clément (1972)
- Troppo nude per vivere (The Centerfold Girls), regia di John Peyser (1974)
- Operazione Siegfried (Inside Out), regia di Peter Duffell (1975)
- The Man Who Would Not Die, regia di Robert Arkless (1975)
- Sweet Savage - Dolce selvaggia (Sweet Savage), regia di Ann Perry (1979)
- Il siciliano (The Sicilian), regia di Michael Cimino (1987)
- Scuola militare (The Shooters), regia di Peter Yuval (1989)

### Televisione
- Westinghouse Desilu Playhouse – serie TV, episodio 1x05 (1958)
- Avventure lungo il fiume (Riverboat) – serie TV, episodio 1x01 (1959)
- Il virginiano (The Virginian) – serie TV, episodi 1x06-5x05 (1962-1966)
- Ben Casey – serie TV, episodio 3x08 (1963)
- La legge di Burke (Burke's Law) – serie TV, episodio 1x24 (1964)
- Bonanza – serie TV, episodi 6x03-14x05 (1964-1972)
- I giorni di Bryan (Run for Your Life) – serie TV, episodio 2x19 (1967)
- The Danny Thomas Hour – serie TV, episodio 1x07 (1967)
- The Outsider – serie TV, episodio 1x16 (1969)

## Doppiatori italiani
- Giulio Panicali in L'alibi sotto la neve, Uomini in guerra, Il piccolo campo
- Mario Pisu in Non siamo angeli, Prima dell'uragano
- Stefano Sibaldi in Vivere insieme, Ancora e sempre
- Gualtiero De Angelis in Pioggia
- Pino Locchi in Il nudo e il morto
- Carlo Romano in I moschettieri del mare
- Sergio Fiorentini in La corsa della lepre attraverso i campi
- Glauco Onorato in Operazione Siegfried